# Tramwaje w Krzywym Rogu
Tramwaje w Krzywym Rogu – system komunikacji tramwajowej działający w ukraińskim mieście Krzywy Róg. Od 25 listopada 2022 r. w związku z inwazją Rosji na Ukrainę tramwaje nie kursują; od 30 listopada 2022 r. czynna jest tylko linia szybkiego tramwaju.
Tramwaje w mieście uruchomiono w 1935.

## Szybki tramwaj
Budowę szybkiego tramwaju w Krzywym Rogu rozpoczęto w 1974 roku. 26 grudnia 1986 r. otwarto trasę szybkiego tramwaju, którą obsługują dwie linie. Podstawowa trasa o długości 16 kilometrów ma 11 stacji i była oddawana do eksploatacji w trzech etapach (1986, 1989, 1999 r.). Początkowo planowano w mieście budowę metra w związku z prognozowanym dynamicznym rozwojem Krzywego Rogu i wzrostem potoków pasażerskich. Prowizorycznie zdecydowano o uruchomieniu systemu w formie premetra i obsługi taborem tramwajowym – ten stan utrzymywał się do lat 2010. w związku z brakiem środków na rozbudowę. Na fragmencie linii ruch prowadzi się lewostronnie, by jednokierunkowe wagony mogły obsłużyć perony wyspowe w tunelu premetra. W XXI wieku rozpoczęto proces integracji szybkiego tramwaju i tramwaju konwencjonalnego. W 2012 r. powstało odgałęzienie linii premetra, a w 2015 łącznik do systemu tramwajowego. Jednocześnie uruchomiono nową linię 4, kursującą częściowo po sieci premetra i sieci konwencjonalnej.

## Zajezdnie
W mieście działają dwie zajezdnie tramwajowe, z czego jedna zajezdnia obsługuje trasę szybkiego tramwaju która obsługuje 69 tramwajów.

## Linie

### Zwykłe
| Linia | Trasa                                                                                            |
| ----- | ------------------------------------------------------------------------------------------------ |
|       | Płoszcza Domnobudiwnykiw – Pywzawod                                                              |
|       | Płoszcza Domnobudiwnykiw – Wułycia Bukowynśka                                                    |
|       | Wułycia Bukowynśka – Wułycia Akcionerna Kursuje tylko w dni robocze w godzinach szczytu          |
|       | Wułycia Bukowynśka – Piwdennyj HZK Kursuje w godzinach szczytu, dwa kursy rano i dwa wieczorem.  |
|       | Płoszcza Domnobudiwnykiw – Piwdennyj HZK                                                         |
|       | Nowokryworiźkyj HZK – Wułycia Ukrajinśka Kursuje tylko w dni robocze, obsługiwana jednym wagonem |
|       | Płoszcza Domnobudiwnykiw – Nowokryworiźkyj HZK                                                   |
|       | Nowokryworiźkyj HZK – Piwdennyj HZK Kursuje w dni robocze w godzinach szczytu.                   |
|       | Stancija „Krywyj Rih-Hołownyj” – Wułycia Akcionerna                                              |
|       | Wułycia Herojiw ATO – Piwdennyj HZK Kursuje w dni robocze w godzinach szczytu.                   |
|       | Wułycia Herojiw ATO – Nowokryworiźkyj HZK Kursuje w dni robocze w godzinach szczytu.             |
|       | Wułycia Herojiw ATO – Wułycia Akcionerna» Kursuje tylko w dni robocze, jeden kurs rano.          |
|       | Kilce KMK – Wułycia Akcionerna Kursuje w dni robocze w godzinach szczytu.                        |
|       | Stancija „Krywyj Rih-Hołownyj” – Wułycia Herojiw ATO                                             |
|       | Stancija „Krywyj Rih-Hołownyj” – Wułycia Bukowynśka»                                             |
|       | Stancija „Krywyj Rih-Hołownyj” – Piwdennyj HZK                                                   |
|       | Nowokryworiźkyj HZK – Stancija „Krywyj Rih-Hołownyj”                                             |

### Szybki tramwaj
| Linia | Trasa                                        |
| ----- | -------------------------------------------- |
|       | Stancija «Kilcewa» – Stancija «Majdan Praci» |
|       | Stancija «Kilcewa» – Stancija «Zariczna»     |
|       | Stancija «Zariczna» – Nowokryworiźkyj HZK    |
|       | Stancija «Zariczna» – Piwdennyj HZK          |

## Tabor
Podstawę taboru tramwajowego w Krzywym Rogu stanowią wagony KTM-5. 
Tabor eksploatowany liniowo według stanu z 6 stycznia 2020 r.:
| Zdjęcie                  | Typ            | Eksploatacja od | Liczba |
| ------------------------ | -------------- | --------------- | ------ |
|                          | KTM-5M3        | 1978            | 29     |
| KTM-5A                   | 1990           | 18              |        |
|                          | KTM-8KM        | 1995            | 13     |
| KTM-8K                   | 1993           | 3               |        |
|                          | Tatra-Jug K-1  | 2007            | 7      |
| Tabor szybkiego tramwaju |                |                 |        |
|                          | Tatra T3SU     | 1986            | 19     |
| Tatra T3R.P              | 2004           | 17              |        |
| Tatra T3                 | 1995           | 11              |        |
| Tatra T3SUCS             | 1985           | 3               |        |
| Tatra T3UA               | 2010           | 3               |        |
|                          | Tatra KT3UA    | 2005            | 2      |
|                          | KTM-11         | 1992            | 4      |
| Łączna liczba:           | Łączna liczba: | Łączna liczba:  | 129    |

Tabor techniczny składa się w sumie z 20 wagonów (10 obsługuje sieć zwykłego tramwaju, 10 sieć szybkiego tramwaju).